# Arzu Yanardağ

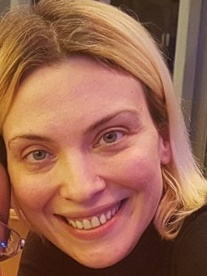
Arzu Yanardağ

Arzu Yanardağ (* 31. August 1977 in Istanbul) ist eine türkische Schauspielerin und Model.

## Leben und Karriere
Yanardağ wurde in Istanbul geboren. Sie besuchte die Bakırköy Grundschule und das Bakırköy Anatolische Mädchengymnasium. Ihre Modelkarriere begann 1994 bei der Başak Görsoy Modelagentur.
Sie debütierte 1997 in der Fernsehserie Unutabilsem. Parallel dazu absolvierte sie eine Schauspielausbildung am Müjdat Gezen Sanat Merkezi. Anschließend war sie 1999 in Asansör zu sehen. Zu ihren bekanntesten Werken gehören Filme wie Hayat Bağları, Oyun Bitti, Umutsuz Ev Kadınları und Küçük Gelin.
Yanardağ war zweimal verheiratet und hat eine Tochter.

## Filmografie (Auswahl)
- 1991: Aile Bağları
- 1998: Unutabilsem
- 1999: Hayat Bağları
- 2001: Aşkına Eşkıya
- 2004: Hoşgeldin Hayat
- 2005: Düşler ve Gerçekler
- 2006: Umut Adası
- 2006: Dün Gece Bir Rüya Gördüm
- 2008: Rüzgar
- 2009: Deli Dumrul Kurtlar Kuşlar Aleminde
- 2010: Kalp Ağrısı
- 2014: Umutsuz Ev Kadınları
- 2015: Küçük Gelin
- 2015: Olur İnşallah